# Societas delinquere non potest
Societas delinquere non potest (буквально: "товариства (юридичні особи) вчиняти злочинів не можуть") — принцип канонічного та світського кримінального права відповідно до якого товариства (юридичні особи, лат. "Societas") не можуть визнаватися суб’єктами злочинів і бути притягнутими до кримінальної відповідальності. 
Принцип вперше був сформульований папою римським Іннокентієм  IV (1243 – 1254)  в межах його розуміння товариства (юридичної особи) як особи фіктивної (persona ficta), тобто лише абстрактного поняття. А оскільки вони не мають  ні тіла, ні душі, ні совісті, ні волі, ні свідомості, то, як наслідок, юридичні особи не можуть бути покараними.
Сучасне кримінальне законодавство багатьох країн передбачає кримінальну відповідальність юридичних осіб.